# Cratere Takayoshi
Takayoshi  è un cratere sulla superficie di Mercurio.